# Hacienda (khu nghỉ dưỡng)
Hacienda từng là một khách sạn kiêm sòng bạc hoạt động từ năm 1956 đến 1996 trên Dải Las Vegas. Nơi đây thuộc sở hữu của Warren Bayley, chủ chuỗi Hacienda tại California. Tháng 6 năm 1956, Hacienda chào đón du khách với 266 phòng nghỉ sang trọng và hồ bơi - lớn nhất Las Vegas thời bấy giờ. Tuy nhiên, sòng bạc dự kiến đi kèm phải trì hoãn ra mắt do tranh cãi về vấn đề quản lý. Cuối cùng, vào ngày 17 tháng 10 năm 1956, sòng bạc chính thức hoạt động, góp phần đưa Hacienda trở thành điểm đến sôi động thu hút du khách.
Hacienda tọa lạc tại vị trí đắc địa, nằm ở đầu phía nam của Dải Las Vegas. Nhờ lợi thế này, Hacienda trở thành khu nghỉ dưỡng đầu tiên mà du khách từ California nhìn thấy khi lái xe đến thành phố. Vào thời điểm đó, Hacienda còn khá biệt lập so với các khu nghỉ dưỡng khác, tọa lạc cách xa khu vực sầm uất. Chính vì vị trí độc đáo này mà phần lớn du khách đều chọn lưu trú tại đây thay vì các khu nghỉ dưỡng khác. Hacienda cũng là khu nghỉ dưỡng đầu tiên ở Las Vegas hướng đến khách hàng gia đình. Nơi đây còn tiên phong khai thác dịch vụ đưa đón khách từ ngoài tiểu bang bằng máy bay vào năm 1962.
Năm 1964, sau khi ông Bayley qua đời, bà Judy Bayley - vợ ông - đã tiếp quản Hacienda. Bà trở thành người phụ nữ đầu tiên và duy nhất điều hành một sòng bạc tại Las Vegas vào thời điểm đó. Sau khi bà Judy qua đời vào năm 1971, khu nghỉ dưỡng được bán cho một nhóm nhà đầu tư. Họ đã xây dựng thêm một bãi đậu xe dành cho xe RV để đáp ứng nhu cầu của du khách. Năm 1977, Paul Lowden - một trong những chủ sở hữu trước đây - đã mua lại toàn bộ Hacienda. Bắt đầu từ thập niên 70, Hacienda tổ chức nhiều chương trình trượt băng và sau đó là màn trình diễn ảo thuật kéo dài 5 năm của Lance Burton. Năm 1979, nhà thờ nhỏ phía Tây được di dời đến khu đất của Hacienda. Hai tòa tháp khách sạn 11 tầng được xây dựng vào năm 1980 và 1991, nâng tổng số phòng lên 1.137.
Năm 1995, tập đoàn Circus Circus Enterprises mua lại Hacienda với dự định xây dựng một khu nghỉ dưỡng mới tại vị trí này. Hacienda chính thức đóng cửa vào ngày 1 tháng 12 năm 1996. Cuối tháng đó, khách sạn bị phá hủy bằng cách cho nổ tung trong một chương trình truyền hình đặc biệt chào đón năm mới. Các phần còn lại của khách sạn được dỡ bỏ hoàn toàn vào tháng 1 năm 1997. Tập đoàn Circus Circus Enterprises khai trương khu nghỉ dưỡng Mandalay Bay trên khu đất này vào năm 1999. Tên Hacienda được sử dụng cho một cơ sở kinh doanh khác, Khách sạn và Sòng bạc Hacienda, tọa lạc gần Thành phố Boulder, Nevada. Biển hiệu ngựa neon của Hacienda được bảo tồn và trưng bày tại trung tâm thành phố Las Vegas.

## Lịch sử

### Xây dựng và khai trương
Ban đầu Hacienda mang tên Lady Luck, là dự án khách sạn-sòng bạc do Carlton Adair đề xuất năm 1954. Adair hợp tác với Stanley Burke (chủ đất) và Warren "Doc" Bayley (chủ chuỗi nhà nghỉ Hacienda). Theo thỏa thuận, Adair quản lý sòng bạc, Burke sở hữu đất đai và tòa nhà, còn Bayley phụ trách khách sạn . Các chủ sở hữu dự kiến hoàn thành dự án trước khi khu nghỉ dưỡng Tropicana khai trương.
Dự án Lady Luck được Ủy ban Kế hoạch Quận Clark thông qua vào tháng 1 năm 1955 và bắt đầu xây dựng vào cuối năm đó . Tuy nhiên, do thiếu nguồn vốn đầu tư, dự án gặp khó khăn khi mới thi công được một nửa. Bayley đã tiếp quản dự án, đổi tên thành Hacienda và loại bỏ Adair khỏi danh sách đối tác. Sau đó, chỉ còn lại Bayley và Burke hợp tác với nhau. Bayley đồng ý thuê khu đất với giá 55.000 USD mỗi tháng trong 15 năm.
Kiến trúc sư Homer A. Rissman là người thiết kế Hacienda theo phong cách phổ biến tại Las Vegas thời bấy giờ, bao gồm tòa nhà trung tâm cho sòng bài, nhà hàng và các dãy nhà trọ. Rissman thiết kế các dãy nhà trọ nối liền với sòng bài bằng hành lang kính. Ban đầu, Hacienda có nhà hát ăn uống 300 chỗ ngồi. Tuy nhiên, do chi phí cho nghệ sĩ biểu diễn cao, chủ sở hữu quyết định chuyển đổi không gian thành nơi tổ chức hội nghị thay vì giải trí trực tiếp, và cung cấp dịch vụ giải trí trong phòng khách sạn.
Hacienda mở cửa khu khách sạn vào tháng 6 năm 1956. Do thiếu kinh nghiệm quản lý sòng bài, Bayley và Burke hợp tác với nhà đầu tư Jake Kozloff. Tuy nhiên, dự án gặp rào cản khi bị từ chối cấp phép vì Kozloff. Sau khi Kozloff rút lui, Hacienda được cấp phép và sòng bài bắt đầu hoạt động vào ngày 17 tháng 10 năm 1956. Với vốn đầu tư 6 triệu USD, Hacienda sở hữu 266 phòng và hồ bơi lớn nhất dải Las Vegas. Giống như các khách sạn Hacienda khác, khách sạn tại Las Vegas có biển hiệu đèn neon mô tả hình ảnh cao bồi cưỡi ngựa palomino, do YESCO thiết kế và trở thành một trong những biểu tượng nổi tiếng nhất của công ty.
Nằm ở đầu phía nam Dải Las Vegas, Hacienda là khu nghỉ dưỡng đầu tiên du khách từ California nhìn thấy. Vị trí biệt lập, bao quanh bởi sa mạc khiến nhiều người dự đoán Hacienda sẽ thất bại. Tuy nhiên, khu nghỉ dưỡng lại phát triển mạnh mẽ trong nhiều năm nhờ vị trí xa xôi, thu hút du khách lưu trú thay vì di chuyển đến các nơi khác. Hacienda cũng nổi tiếng nhờ vị trí gần Sân bay Quốc tế McCarran. Tuy nhiên, nơi đây chưa bao giờ đạt được thành công như các khu nghỉ dưỡng khác trên Dải như Dunes và Sands.
Năm 1957, chỉ vài tháng sau khi Hacienda chính thức đi vào hoạt động, Kozloff đã đệ đơn kiện lên tòa án, yêu cầu Hacienda thanh toán khoản nợ 71.000 USD từ khoản vay mua tài sản trước đây. Ba tháng sau đó, Burke tiếp tục đưa ra nhiều cáo buộc chống lại Bayley, đồng thời yêu cầu tòa án chuyển Hacienda vào quyền quản lý của mình. Bayley phản bác lại tất cả những cáo buộc này, trong đó có việc ông ta đã sử dụng sai mục đích nguồn vốn của Hacienda. Cuối năm 1957, bất chấp những tranh chấp đang diễn ra, kế hoạch xây dựng thêm phòng khách sạn tại Hacienda vẫn được triển khai.

### Chiêu thị
Bayley liên tục sáng tạo để thu hút du khách. Ông thành lập Hacienda Airlines, cung cấp gói dịch vụ trọn gói từ Los Angeles đến Hacienda, bao gồm vé máy bay, phòng nghỉ và chip đánh bạc. Dịch vụ này thành công vang dội nhờ giá rẻ, quảng cáo rầm rộ và hướng đến khách bình dân. Sau đó, dịch vụ được mở rộng toan quốc. Hãng sử dụng 30 chiếc máy bay DC-3, DC-4 và Lockheed Constellations. Một điểm độc đáo là một chiếc máy bay có quầy bar piano với màn trình diễn âm nhạc của nam diễn viên Dick Winslow trong suốt chuyến bay . Hành khách còn được phục vụ rượu sâm panh và chiêm ngưỡng màn trình diễn nội y của các nữ tiếp viên hàng không trẻ đẹp, thu hút đông đảo du khách nam giới. Đến cuối năm 1960, Hacienda đã đón 150.000 du khách và trở thành nhà tiêu thụ rượu sâm panh California lớn nhất.
Năm 1962, Ủy ban Hàng không Dân dụng (CAB) ra lệnh đóng cửa các chuyến bay đến Hacienda. CAB cáo buộc khu nghỉ dưỡng này hoạt động như một hãng hàng không chở khách mà không có giấy phép. Hacienda phủ nhận điều này, khẳng định khách được miễn phí vé máy bay và chỉ thanh toán cho phòng ốc và thức ăn. Tuy nhiên, CAB cho rằng việc khách trả tiền trước khi lên máy bay về bản chất là mua vé máy bay.
Khu nghỉ dưỡng còn triển khai chương trình khuyến mãi "Hacienda Holiday" dành cho du khách, tặng kèm thẻ đánh bạc trị giá 10 USD trong gói dịch vụ trọn gói 16 USD. Năm 1958, hội đồng cấp phép của Quận Clark yêu cầu Hacienda tạm dừng chương trình này vì các thẻ chip có thể đổi lấy tiền mặt tại sòng bạc. Hội đồng cho phép sử dụng thẻ chip cho các dịch vụ khác, nhưng phản đối việc sử dụng trong sòng bạc vì lo ngại sẽ thúc đẩy hoạt động cờ bạc. Chương trình khuyến mãi này được duy trì trong ít nhất 20 năm sau đó và đổi tên thành Lễ hội Champagne Hacienda.
Hacienda tài trợ cho một kỷ lục bay ấn tượng vào cuối năm 1958. Hai phi công thay phiên nhau lái chiếc Cessna 172 bay qua vùng Tây Nam Hoa Kỳ trong 64 ngày liên tục. Tuy nhiên, chiến dịch quảng bá không đạt hiệu quả như mong muốn. Phải đến 30 ngày sau khi máy bay cất cánh, báo chí mới đưa tin về sự kiện này và họ cố tình không đề cập đến Hacienda. Dick Taylor, tổng giám đốc của Hacienda, cho biết: "Khi phát hiện ra sự gian lận, các tờ báo đã làm theo đúng nghĩa vụ của họ. Họ xóa tên Hacienda khỏi mọi bài báo, thậm chí xóa cả dòng chữ tên Hacienda được sơn rất lớn trên thân máy bay."

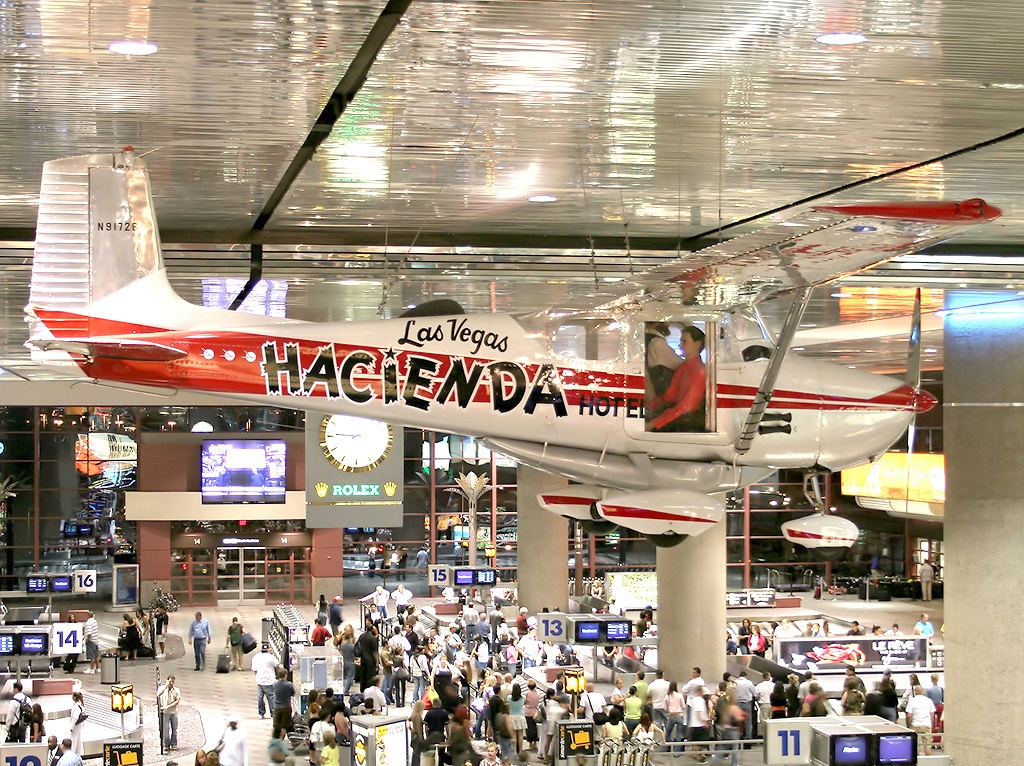
Chiếc Cessna 172 do Hacienda tài trợ, được trưng bày tại Sân bay Quốc tế McCarran.

### Thay đổi quyền sở hữu
Năm 1964, ông Bayley qua đời vì chứng bệnh nhồi máu cơ tim, để lại khu nghỉ dưỡng Hacienda cho người vợ góa Judith Bayley. Bà trở thành người phụ nữ duy nhất điều hành sòng bạc tại Las Vegas thời bấy giờ, được mệnh danh là "Đệ nhất phu nhân cờ bạc". Tuy nhiên, do thiếu kinh nghiệm kinh doanh, bà gặp nhiều khó khăn trong việc quản lý sòng bài và liên tục thua lỗ hàng trăm đô la trong những tháng đầu tiên. Dưới sự lãnh đạo của bà, Hacienda tập trung vào các dịch vụ giải trí dành cho gia đình như trò chơi shuffleboard và dịch vụ giữ trẻ. Phòng chờ Jewel Box được cải tạo và mở cửa trở lại vào năm 1965, tiếp theo là phòng chơi keno. Thị trưởng Las Vegas Oran Gragson đã tham dự cả hai sự kiện khai trương . Tuy nhiên, một ủy viên quận đã phản đối việc bổ sung trò chơi keno vì lo ngại nó sẽ tạo ra bầu không khí ồn ào náo nhiệt giống như khu vực Phố Fremont. Năm 1966, Ủy ban Quận Clark đe dọa đóng cửa Hacienda nếu bà Bayley không cải thiện khu nghỉ dưỡng mà công ty của bà đang xây dựng tại Mount Charleston.
Năm 1970, bà Bayley quyết định bán hết các khách sạn ở California, trừ một khách sạn ở El Segundo, để tập trung phát triển Las Vegas Hacienda. Tháng 12 năm 1971, bà Judy Bayley qua đời vì ung thư, hưởng thọ 56 tuổi. Tài sản của bà được chia cho trợ lý Joan Rashbrook và luật sư Calvin Magleby. Vài tuần sau, Magleby thông báo American Mining and Smelting Inc. sẽ mua lại Hacienda và dự kiến sẽ mở rộng, cải tạo khu nghỉ dưỡng. Tuy nhiên, thương vụ này không thành. Cuối năm 1972, Hacienda được bán với giá 5 triệu USD cho một nhóm đầu tư gồm Allen R. Glick, Paul Lowden và Eugene Fresch. Lowden góp 250.000 USD để sở hữu 15% cổ phần của khu nghỉ dưỡng và đồng thời đảm nhiệm vị trí giám đốc giải trí.
Hacienda bắt đầu xây dựng Travel World vào năm 1973. Travel World là một khu công viên dành cho du khách sử dụng xe nhà lưu trú (RV) ngay cạnh khu nghỉ dưỡng. Năm 1974, Hacienda trở thành một phần của Argent Corporation, công ty do Allen R. Glick sở hữu và điều hành. Fresch và Lowden vẫn giữ lại một phần quyền lợi trong khu nghỉ dưỡng. Khu công viên RV Travel World chính thức mở cửa vào năm 1975 với 452 chỗ đỗ xe. Đây là một phần trong dự án cải tạo trị giá 7 triệu USD của Hacienda. Năm 1976, Argent tuyên bố bán Hacienda với giá 21 triệu USD cho doanh nhân Joseph Gennitti đến từ Hawaii. Gennitti cũng sẽ chịu trách nhiệm thanh toán khoản nợ hơn 11 triệu USD của khu nghỉ dưỡng. Tuy nhiên, thỏa thuận này đã bị hủy bỏ do Gennitti không cung cấp cho Glick thông tin chi tiết về nguồn tài chính cho việc mua bán. Sau đó, hai nhóm đầu tư khác nhau đã bắt đầu đàm phán để mua lại Hacienda. Cuối năm 1976, các nhà điều tra tiểu bang phát hiện ra rằng tiền đã được chuyển từ các máy đánh bạc tại các sòng bạc của Glick, bao gồm cả Hacienda.
Tháng 1 năm 1977, Ông Paul Lowden, chủ tịch khách sạn Hacienda, đã mua lại toàn bộ phần lợi ích còn lại của khu nghỉ dưỡng từ Argent và Fresch với giá 21 triệu USD.  Để huy động vốn cho thương vụ này, ông Lowden đã hợp tác với một số cá nhân khác. Tuy nhiên, Ban kiểm soát trò chơi Nevada nghi ngờ ông Lowden gian dối và cáo buộc rằng những người có hồ sơ không minh bạch sẽ âm thầm nắm quyền kiểm soát Hacienda thông qua ông. Ông Lowden phủ nhận cáo buộc này và khẳng định mình là người mua duy nhất. Ban kiểm soát đề nghị phản đối thương vụ mua bán, nhưng Ủy ban trò chơi Nevada đã bác bỏ đề xuất này. Chủ tịch ủy ban Harry Reid cho biết không có bằng chứng nào chứng minh cho cáo buộc của Ban kiểm soát, đồng thời chỉ trích các cơ quan kiểm toán "không làm tốt công việc điều tra". Thương vụ mua bán được hoàn tất vào tháng 7 năm 1977.
Từ năm 1978, khách sạn Hacienda bắt đầu cung cấp dịch vụ chia sẻ thời gian cho các phòng và dãy phòng cao cấp. Chương trình này thu hút 3.000 thành viên chỉ sau hai năm triển khai. Hacienda cũng hợp tác với Resort Condominiums International, một mạng lưới trao đổi giúp chủ sở hữu chia sẻ thời gian đổi chác căn hộ của họ với nhau. Năm 1979, nhà thờ nhỏ Western Chapel được di dời từ vị trí xa hơn về phía bắc dải Las Vegas đến khu đất của Hacienda để nhường chỗ cho Trung tâm Triển lãm Thời trang mới. Đến năm 1980, Hacienda sở hữu quán bít tết nổi tiếng The Charcoal Room. Cùng năm, Hacienda khởi công dự án mở rộng trị giá 30 triệu USD dự kiến hoàn thành vào cuối năm. Dự án bao gồm tòa tháp 11 tầng với 300 phòng, nâng tổng số phòng của khách sạn lên 538 phòng. Ngoài ra, trung tâm hội nghị Matador Arena rộng 22.000 mét vuông cũng được xây dựng. Matador Arena không chỉ phục vụ các hội nghị mà còn tổ chức các trận đấu quyền anh chuyên nghiệp được truyền hình hàng tháng.
Cuối năm 1982, ca sĩ Wayne Newton đã thảo luận về việc trở thành đồng sở hữu của hai khu nghỉ dưỡng Hacienda và Sahara trên dải Las Vegas cùng với Paul Lowden, chủ sở hữu của chúng.  Tuy nhiên, sau hai tháng đàm phán, Newton đã từ bỏ ý định này vì đang cân nhắc mua lại các khu nghỉ dưỡng khác. Vào giữa thập niên 1980, khu công viên dành cho xe cắm trại mang tên Hacienda Adventure Camperland đã đi vào hoạt động . Khu công viên rộng 6,5 ha này bao gồm 451 khu cắm trại, một hồ bơi và sân chơi. Năm 1989, Lowden công bố kế hoạch trị giá 30 triệu USD để xây dựng thêm một tòa tháp 400 phòng và mở rộng sòng bạc. Tòa tháp được hoàn thành vào năm 1991, nâng tổng số phòng lên 1.137 phòng. Việc mở rộng cũng giúp tăng gấp đôi diện tích sòng bạc lên 1.800 mét vuông.

### Những năm cuối
Vào những năm cuối cùng của hoạt động, Sòng bài & Khách sạn Hacienda thuộc sở hữu của tập đoàn Sahara Gaming Corporation do ông Lowden điều hành. Khu nghỉ dưỡng này gặp nhiều khó khăn khi các sòng bài & khách sạn mới mẻ và hiện đại hơn mọc lên gần đó, điển hình là Excalibur (1990) và Luxor (1993) do tập đoàn Circus Circus Enterprises sở hữu.
Tháng 9 năm 1994, Sahara Gaming tuyên bố nhận được nhiều lời đề nghị mua lại Hacienda với mức giá hấp dẫn. Tháng 1 năm 1995, ông Bill Bennett, cựu giám đốc và chủ tịch tập đoàn Circus Circus Enterprises, chính thức thông báo mua lại Hacienda cùng khu đất liền kề.  Ông Bennett dự định đổi tên và khoác lên Hacienda chủ đề Nam Mỹ. Kế hoạch của ông bao gồm việc cải tạo toàn diện và mở rộng thêm 2.000 phòng khách sạn. Tuy nhiên, thương vụ mua bán gặp nhiều phức tạp do điều khoản ràng buộc trong hợp đồng, cho phép Circus Circus Enterprises quyền ưu tiên mua lại khu nghỉ dưỡng thay vì ông Bennett.
Ngay sau khi ông Bennett công bố kế hoạch mua lại Hacienda, tập đoàn Circus Circus đã nhanh chóng đệ đơn kiện nhằm ngăn chặn thương vụ này. Họ cáo buộc ông Bennett đã biết về dự định mua lại tài sản của tập đoàn Circus Circus nhưng vẫn cố tình tiếp tục thực hiện kế hoạch của mình.  Hacienda sở hữu diện tích 47 mẫu đất, và Circus Circus mong muốn mua thêm 74 mẫu đất liền kề để xây dựng một khu nghỉ dưỡng mới thống nhất cả hai khu đất, kết nối với Luxor và Excalibur. Tháng 3 năm 1995, Bennett và Circus Circus đạt được thỏa thuận. Theo đó, Circus Circus sẽ mua lại Hacienda với giá 80 triệu USD và 74 mẫu đất liền kề với giá 73 triệu USD. Ông Lowden chia sẻ rằng việc không thể đạt được thỏa thuận với Liên minh Công nhân Ẩm thực là nguyên nhân chính dẫn đến quyết định bán Hacienda. Sau 40 năm hoạt động, Hacienda chính thức đóng cửa vào  lúc 4 giờ chiều ngày 1 tháng 12 năm 1996.
Vào ngày 2 tháng 3 năm 1999, tập đoàn Circus Circus Enterprises chính thức khai trương khu nghỉ dưỡng Mandalay Bay, thay thế cho Hacienda trước đây. Tên gọi Hacienda vẫn được sử dụng cho Khách sạn và Sòng bài Hacienda tọa lạc tại Thành phố Boulder, Nevada. Ngoài ra, Đại lộ Hacienda, con đường chạy dọc khu đất Mandalay Bay, cũng giữ nguyên tên gọi để ghi dấu ấn lịch sử của khu nghỉ dưỡng Hacienda. Tuy nhiên, một phần nhỏ của đại lộ này đã được đổi tên thành Đường Mandalay Bay.